# Elevação do ponto de ebulição
Elevação do ponto de ebulição descreve o fenômeno que o ponto de ebulição de um líquido (um solvente) será mais alto quando outro composto é adicionado, significando que uma solução tem um ponto de ebulição mais alto que um solvente puro; Isto ocorre sempre que um soluto não volátil, tal como um sal, é adicionado a um solvente puro, tal como a água. O ponto de ebulição pode ser medido precisamente usando-se um ebulioscópio.